# Jastrzębice
Jastrzębice [pronunciación en polaco: /jastʂɛmˈbitsɛ/] es un pueblo ubicado en el distrito administrativo de Gmina Rusiec, dentro del Distrito de Bełchatów, Voivodato de Łódź, en Polonia central. Se encuentra aproximadamente a 3 kilómetros al sureste de Rusiec, a 27 kilómetros al oeste de Serłchatów, y a 63 kilómetros al suroeste de la capital regional Łódź.